# Григор'єв Сергій Петрович
Григор'єв Сергій Петрович (27 серпня 1878, Харків — 28 жовтня 1920, Харків) — український рентгенолог.
Один із засновників практичної і наукової рентгенології в Україні. Вперше висвітлив рентгенологічну семіотику хронічного апендициту, розробив методики рентгенологічного дослідження нирок та хребта.

## Життєпис
1901 року закінчив Харківський університет.
1902 року організував рентгенологічний кабінет у 2-й клінічній лікарні Харкова.
1920 ініціював створення рентгенологічного відділу Народного комісаріату охорони здоров'я УСРР, а також Всеукраїнської рентгенівської академії.

## Вшанування пам'яті

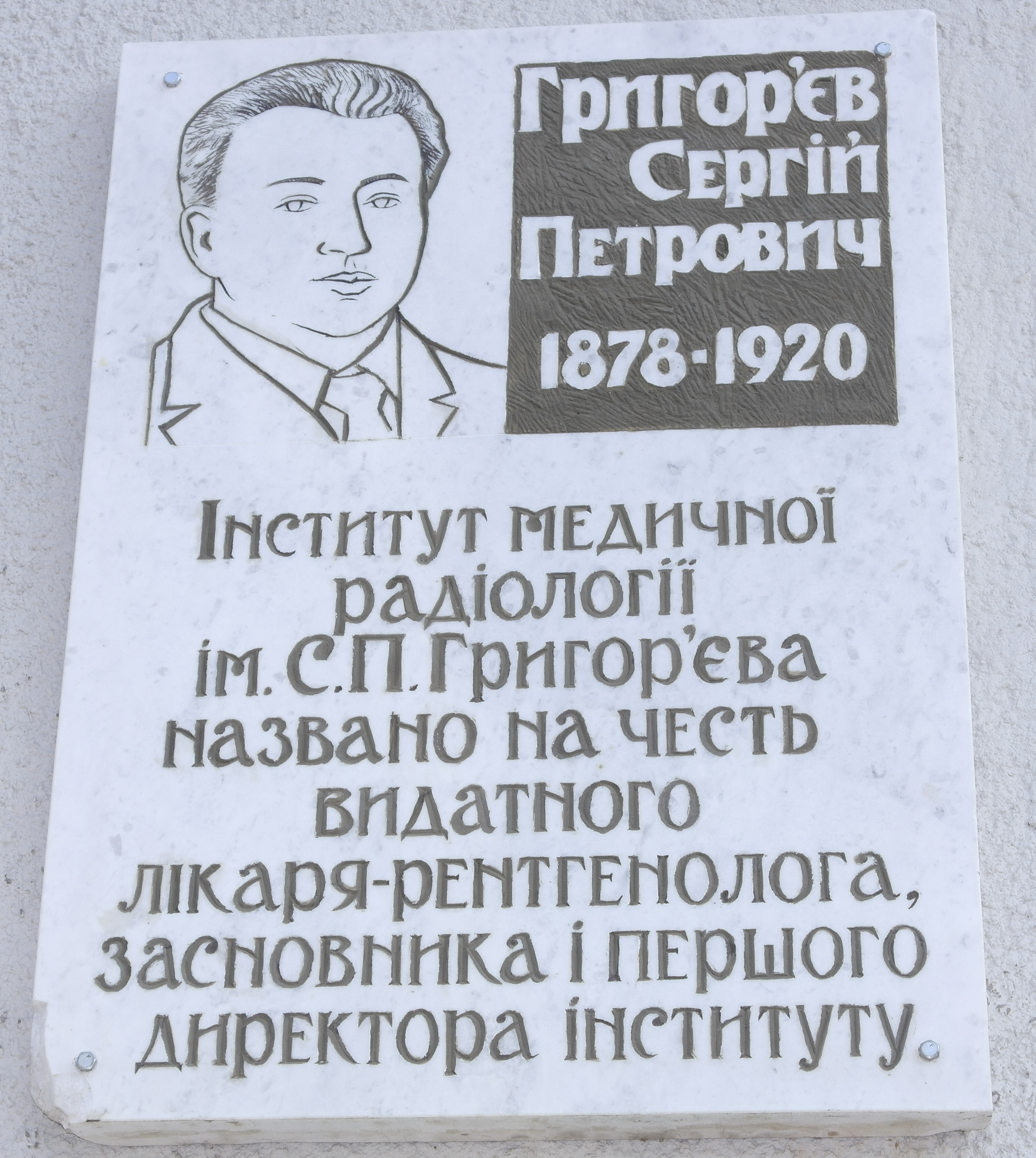
Меморіальна дошка С. П. Григор'єву в м. Харкові на стіні будинку Інституту медичної радіології

1995 року Інституту медичної радіології присвоєне ім'я його засновника.

## Основні праці
- (рос.) Рентгенологический метод исследования червеобразного отростка // Докл. на 3-м съезде рос. терапевтов. Москва, 1912;
- (рос.) Рентгенологический метод исследования почек // Докл. на 12-м съезде рос. хирургов. Москва, 1913;
- (рос.) Общий принцип методики рентгенологических исследований // Докл. на 13-м съезде рос. хирургов. С.-Петербург, 1914;
- (рос.) Новейшие точки зрения в рентгенологии. Х., 1920.